# Димитров, Срджан
Срджан Дими́тров (серб. Срђан Димитров, англ. Srđan Dimitrov; род. 28 июля 1992, Нови-Сад) — сербский футболист, полузащитник.

## Карьера
В 2009 году в возрасте 17 лет дебютировал в первой лиги Сербии за футбольный клуб «Инджия». Сыграв 3 матча, помог команде победить в чемпионате и выйти в Суперлигу. В Суперлиге сыграл 15 матчей. В сезоне 2011/2012 и 2012/2013 становился лучшим бомбардиром команды.
В 2013 году перешёл в сербский футбольный клуб «Напредак».

## Достижения
«Инджия»
- Победитель первой лиги Сербии: 2009/10.

## Статистика выступлений в чемпионатах
| Команда          | Сезон            | Уров.            | Игры | Голы |
| ---------------- | ---------------- | ---------------- | ---- | ---- |
| Инджия           | 2009/2010        | II               | 3    | 0    |
| Инджия           | 2010/2011        | I                | 15   | 0    |
| Инджия           | 2011/2012        | II               | 30   | 10   |
| Инджия           | 2012/2013        | II               | 28   | 9    |
| Инджия           | Итого            | Итого            | 76   | 19   |
| Напредак         | 2013/2014        | I                | 23   | 4    |
| Напредак         | 2014/2015        | I                | 20   | 2    |
| Напредак         | Итого            | Итого            | 43   | 6    |
| Всего за карьеру | Всего за карьеру | Всего за карьеру | 119  | 25   |